# Santo Pietro
Santo Pietro est une ancienne piève de Corse. Située dans le nord-est de l'île, elle relevait de la province du Nebbio sur le plan civil et du diocèse de Nebbio sur le plan religieux.

## Géographie

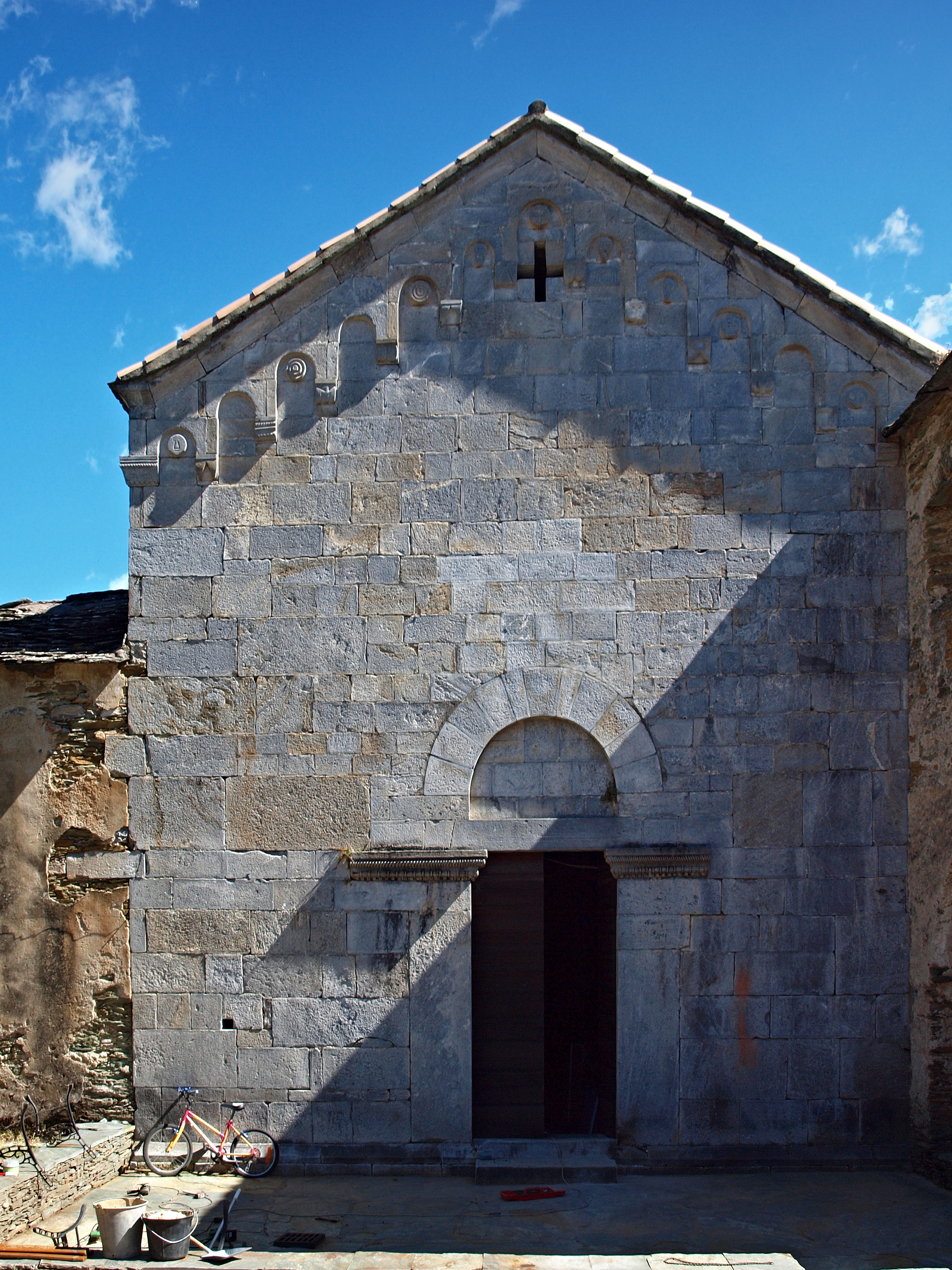
Église Santu Petru

Santo Pietro était la pieve occidentale de la province du Nebbio, située à l'ouest de Saint-Florent.
La piève de Santo Pietro avait pour pièves voisines :
Elle était entourée par :
- au nord-est, la pieve de Saint-Florent, (devenue plus tard pieve de Patrimonio)
- à l'est, la pieve de Rosoli (devenue plus tard pieve d'Olmeta puis pieve de Tuda),
- au sud-est, la pieve de Santo Quilico,
- au sud, la pieve de Petralba, (devenue plus tard pieve de Canale
- à l'ouest, la pieve d'Ostricone.

Santo Pietro était l'une des cinq pievi de l'évêché du Nebbio (Patrimonio, Olmeta, Oletta, Farinole, Santo Pietro et Santo Quilico).
Vers 1520 la pieve comportait les lieux habités suivants :
- li Vezzi, hameau de Vezzi à l'est de Santo-Pietro-di-Tenda
- le Vitalacie,
- Lumito,
- lo Panello, hameau de Pianello au sud-ouest de Santo-Pietro-di-Tenda
- Cazabonna,
- San Gavino, San-Gavino-di-Tenda
- lu Chatarelo,
- Cazenove,
- Fornaci,
- le Monte,
- le Petragie.

Santo-Pietro-di-Tenda et San-Gavino-di-Tenda sont les deux seules communautés de la piève de Santo Pietro. Proches d'un kilomètre « à vol d'oiseau », ces deux villages occupent l'extrême sud du territoire de la pieve qui s'étale depuis les crêtes de la chaîne de Tenda jusqu'à la mer au nord. Le territoire est vaste, comprenant la majeure partie des Agriates (seule la partie orientale est à la pieve de Patrimonio).
« La pieue di Olmetta fà 706 Abitanti diuisi in 3 Uillaggi Olmetta di Nebbio, Uallecale, e Rutali, che resta di là dal ponte sopra detto Fiume ».

## Histoire
Le Nebbio était administré depuis l'Antiquité. « Un des cinq évêques de la Corse avait sa résidence à Cersunum, /Cathédrale de Nebbio ».
Si vers l'an 400 la Corse comptait une quinzaine de diocèses, au XIIe siècle elle ne comptait plus que 6 évêchés. L'église San Salvadore de Casta était l'église de la piévanie de Casta.
Au Moyen Âge, la pieve de Santo Pietro relevait religieusement de l'évêché du Nebbio. La communauté de Santo-Pietro-di-Tenda en était la piévanie.
Au début du XVIIIe siècle, avant les événements qui, dès 1729, agitèrent cette région pendant la grande révolte des Corses contre Gênes, l’abbé Francesco Maria Accinelli à qui Gênes avait demandé d'établir à des fins militaires une estimation des populations à partir des registres paroissiaux, avait rapporté (texte en italien) : « Prouincia del Nebbio: IV. Pieue de S.Pietro : S.Gauino 163. S.Pietro 504. ». Selon ses estimations, Santo Pietro (di quà da monti) comptait 667 habitants ; et selon le capitaine allemand Woght, le Nebbio comptait 1 000 hommes susceptibles de porter les armes.
En 1769, la Corse passe sous l'administration militaire française. La pieve de Santo Pietro prend le nom de pieve de Tenda. Après la cession de la Corse à la France, la pieve de Tenda devient en 1793 le canton de San Gavino.

## Église Santu Petru

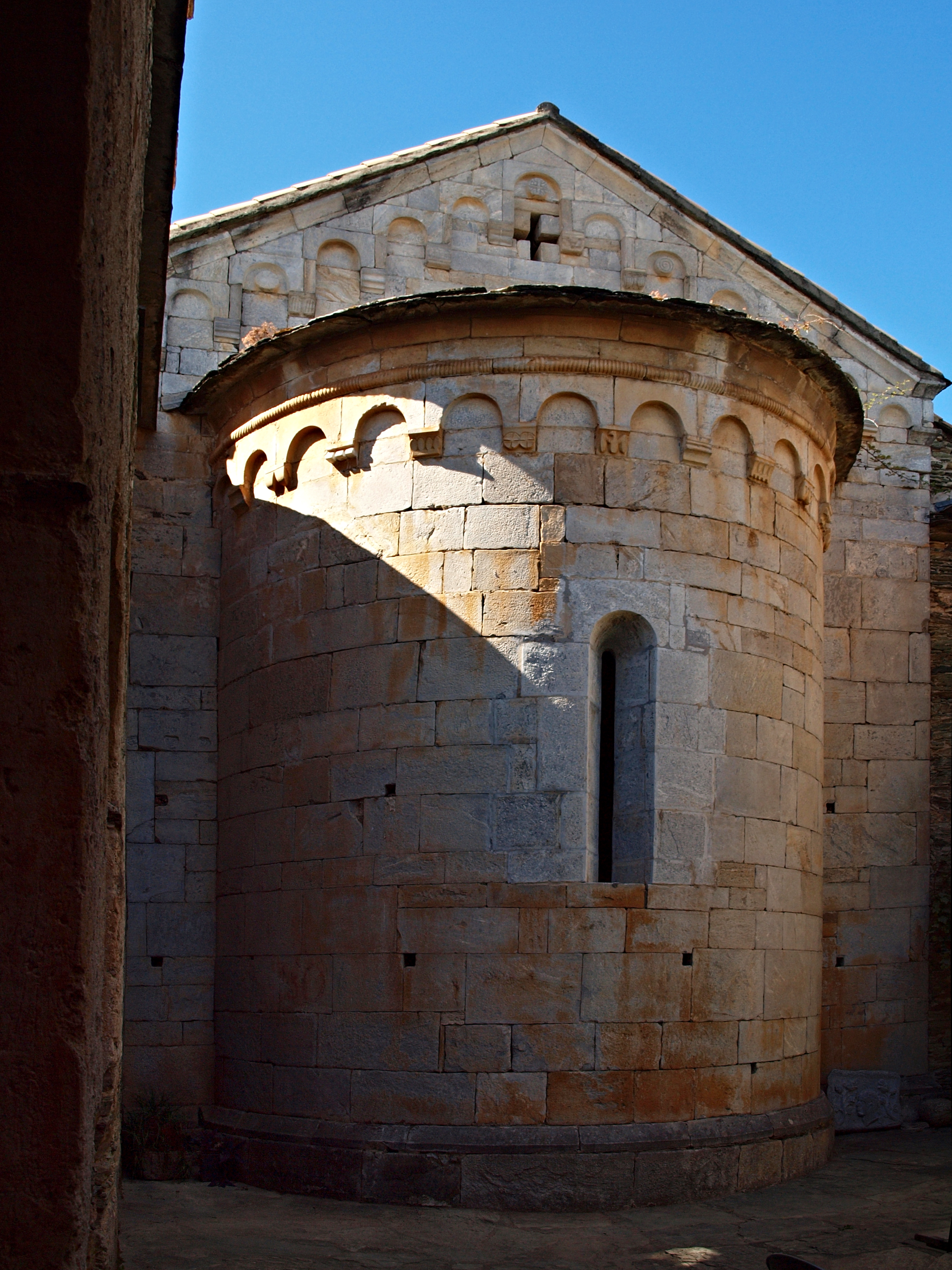
Chevet de l'église

L'église Santo Pietro, de construction pisane, a été bâtie à la fin du XIIe siècle. Elle est classée depuis 1926. Elle était l'église piévane de Santo Pietro. En 1630, elle sera enchâssée au couvent des Capucins éponyme, aujourd'hui propriété d'un particulier. La chapelle conventuelle reste néanmoins la propriété de la commune.